# Gongsun Kang
| Chinesische Bezeichnung   | Chinesische Bezeichnung |
| ------------------------- | ----------------------- |
| Traditionell:             | 公孫康                  |
| Vereinfacht:              | 公孫康                  |
| Pinyin:                   | Gōngsūn Kāng            |
| Wade-Giles:               | Kungsun Kang            |
| Koreanische Bezeichnung   |                         |
| koreanisches Alphabet:    | 공손강                  |
| chinesische Zeichen:      | 公孫康                  |
| Revidierte Romanisierung: | Gongson Gang            |
| McCune-Reischauer:        | Kongson Kang            |

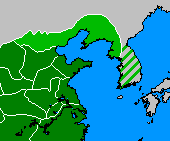
Die Liaodong-Halbinsel (hellgrün) unter der Herrschaft der Gongsun-Familie (190–238). Der schraffierte Bereich markiert die Einflusssphäre der Familie ab 204.

Gongsun Kang († 221) war ein chinesischer Warlord in Liaodong und dem nordwestlichen Korea.
Er war ein Sohn von Gongsun Du, dem Gouverneur von Liaodong. Nach dessen Tod übernahm Gongsun Kang 204 die Kommandanturen Xuantu und Lelang. Nominell war er Cao Cao untergeben, aber er hielt sein Gebiet halb unabhängig. 207 tötete er für ihn Yuan Shang und Yuan Xi, die letzten Nachkommen von Yuan Shao.
Er besiegte Sansang, den König von Goguryeo, und zwang ihn dazu, seine Hauptstadt zu verlagern. Dann bildete er 204 aus der Südhälfte von Lelang die Daifang-Kommandantur, um die Verwaltung zu straffen. In militärischen Expeditionen unterwarf er die Völker des südlichen Korea.
Als er 221 starb, folgte ihm sein jüngerer Bruder Gongsun Gong nach, weil Kangs Kinder noch zu jung waren. Im Jahr 228 übernahm dann Kangs Sohn Gongsun Yuan die Herrschaft.
| Personendaten    | Personendaten        |
| ---------------- | -------------------- |
| NAME             | Gongsun, Kang        |
| KURZBESCHREIBUNG | chinesischer Warlord |
| GEBURTSDATUM     | 2. Jahrhundert       |
| STERBEDATUM      | 221                  |